# Гридасов, Григорий Макарович
Григо́рий Мака́рович Гридасов (1922—1995) — советский фронтовой разведчик в годы Великой Отечественной войны, Герой Советского Союза (15.05.1946). Подполковник.

## Биография
Родился 19 июня 1922 года в селе Жуланка (ныне Кочковского района Новосибирской области) в семье крестьянина. Русский.
Окончил среднюю школу. Работал в городе Камень-на-Оби Алтайского края. Поступил в Новосибирский институт инженеров железнодорожного транспорта, но не довелось даже окончить первый курс.
В 1940 году был призван на срочную службу. Служил в пограничных войсках. Окончил курсы младших лейтенантов в 1941 году. На фронт Великой Отечественной войны прибыл в феврале 1943 года в составе 140-й стрелковой дивизии, сформированной из бойцов пограничных войск Сибири и Дальнего Востока. Принимал участие в Курской битве, Черниговско-Припятской операции, в форсировании Десны и Днепра. В 1944 году отличился в Львовско-Сандомирской операции, в боях в Восточных Карпатах. В Чехословакии в 1945 году взвод разведчиков лейтенанта Гридасова захватил несколько десятков пленных. Член ВКП(б) с 1944 года.
Командир взвода пешей разведки 258-го Хабаровского стрелкового полка 140-й Сибирской стрелковой дивизии 38-й армии 4-го Украинского фронта, лейтенант Гридасов отличился в Моравско-Остравской наступательной операции. В Чехословакии наши войска с трудом преодолевали оборону гитлеровцев в Карпатах. В бою 18 апреля 1945 года взвод Гридасова форсировал реку Опава в районе населённого пункта Илешовице западнее города Глучин. Врагу удалось сорвать переправу главных сил полка и артиллерии. Оставшись одни, разведчики отразили 12 вражеских контратак. Лейтенант Гридасов был тяжело ранен в руку, но не покинул поле боя, личным примером мужества подавая пример подчинённым. Немногие оставшиеся в живых бойцы выстояли до подхода подкрепления, уничтожив много живой силы врага.
За образцовое выполнение боевых заданий командования на фронте борьбы с германским фашизмом и проявленные при этом отвагу и геройство, указом Президиума Верховного Совета СССР от 15 мая 1946 года лейтенанту Гридасову Григорию Макаровичу присвоено звание Героя Советского Союза с вручением ордена Ленина и медали «Золотая Звезда» (№ 9101).
В 1946 году был уволен в запас. Жил в Барнауле. Работал в Алтайском краевом комитете КПСС. В 1956 году окончил Высшую партийную школу при ЦК КПСС в Москве. С 1959 года служил в Алтайском краевом Управлении Комитета государственной безопасности СССР. В 1971 году подполковник Г. М. Гридасов вновь уволен в запас.
Жил в городе Симферополе. Умер 15 марта 1995 года.

## Награды
- Герой Советского Союза (15.05.1946)
- Орден Ленина (15.05.1946)
- Орден Александра Невского (28.09.1944)
- Ордена Отечественной войны 1-й (11.03.1985) и 2-й (8.12.1944) степеней
- Орден Красной Звезды (15.03.1944)
- Медаль «За отвагу» (26.07.1943)
- Медаль «За боевые заслуги»
- Медаль «За освоение целинных земель»
- Другие медали
- Иностранная медаль

## Память

Мемориальная доска Г. М. Гридасову в Барнауле

- Имя Гридасова увековечено на Мемориале Славы в Барнауле.
- Его именем названа улица в Барнауле и улица в Симферополе.[2]
- На доме в Барнауле, в котором жил Герой, в 2003 году установлена мемориальная доска. 19 июня 2010 года — в день рождения Григория Макаровича Гридасова, была торжественно открыта новая мемориальная доска по адресу: г. Барнаул, проспект Ленина, 29[3].
- В 2007 году установлена мемориальная доска и по месту последнего жительства Героя в Симферополе на ул. Тургенева, 25[4][5].